# لیگ عدالت تاریک: نبرد آپوکولیپس
لیگ عدالت تاریک: نبرد آپوکولیپس (انگلیسی: Justice League Dark: Apokolips War) یک پویانمایی بزرگسالان ابرقهرمانی است که توسط برادران وارنر انیمشین تولید و توسط سرگرمی خانگی برادران وارنر توزیع شده است. لیگ عدالت تاریک: نبرد آپوکولیپس شانزدهمین و آخرین انیمیشن دنیای فیلم‌های پویانمیایی دی‌سی است و پس از انتشار با نقدهای عمومی اکثراً مثبت مواجه شد.